# Suzi Quatro
Suzi Quatro, właśc. Susan Kay Quatrocchio (ur. 3 czerwca 1950 w Detroit, Michigan w Stanach Zjednoczonych) – amerykańska wokaliska, basistka, kompozytorka, autorka tekstów i aktorka, popularna zwłaszcza na początku lat 70.
Jej muzyka jest zaliczana do gatunków glam rock, hard rock i pop. Często stosowanym jest określenie jej jako glam pop, lub cock rock/female cock rock, co odnosi się do często opisywanych w jej tekstach piosenek historii o miłości.
W 1964 założyła razem z siostrami Patti i Nancy Quatro jeden z pierwszych żeńskich zespołów rockowych – The Pleasure Seekers, znany również jako Cradle. Odkryta w mieście rodzinnym przez producenta Mike’a Mosta, przeniosła się w 1971 do Wielkiej Brytanii, tym samym opuszczając zespół, który działał jeszcze przez dwa lata aż do 1973. W rozwoju jej solowej kariery pomogli jej Nicky Chinn i Mike Chapman, których utwory („Can the Can”, „48 Crash”, „Devil Gate Drive”, „Daytona Demon”) przyniosły jej popularność, zwłaszcza w Europie i Australii.
Inne przeboje artystki to „If You Can't Give Me Love”, „Like A Rolling Stone”, „Your Mamma Won't Like Me”, „Stumblin' In” (w duecie z Chrisem Normanem).
Suzi Quatro zainspirowała wiele późniejszych żeńskich zespołów/artystek rockowych, takich jak The Runaways (zwłaszcza liderkę tej grupy, Joan Jett) czy basistkę punkrockowego zespołu The Adverts, Gaye Advert.
Swój pierwszy występ w Polsce artystka miała w 1979 roku w Hali Olivia w Gdańsku. Koncert był transmitowany na żywo przez Telewizję Polską.

## Dyskografia

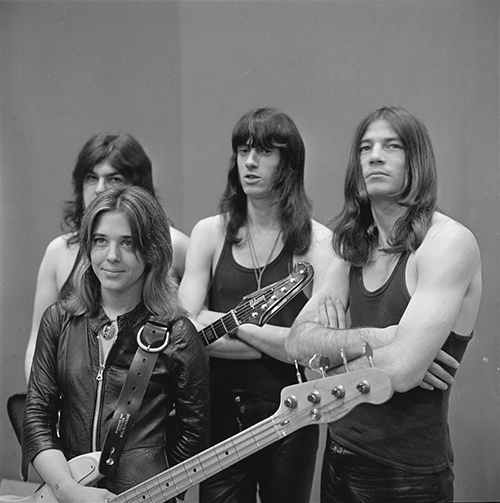
Suzi Quatro z zespołem w programie telewizyjnym w 1973 r.

### Albumy studyjne
- 1973 - Suzi Quatro
- 1974 - Quatro
- 1975 - Your Mamma Won't Like Me
- 1976 - Aggro-Phobia
- 1978 - If You Knew Suzi...
- 1979 - Suzi... and Other Four Letter Words
- 1980 - Rock Hard
- 1982 - Main Attraction
- 1986 - Annie Get Your Gun
- 1990 - Oh Suzi Q.
- 1996 - What Goes Around
- 1998 - Unreleased Emotion
- 1998 - Free the Butterfly
- 2006 - Back to the Drive
- 2011 - In the Spotlight
- 2017 - Quatro, Scott & Powell
- 2019 - No Control

### Albumy koncertowe
- 1977 - Live and Kickin', tylko w Japonii i Australii

### Albumy kompilacyjne
- 1975 - The Suzi Quatro Story - 12 Golden Hits
- 1980 - Suzi Quatro's Greatest Hits
- 1984 - The Best of...
- 1984 - Highs in the Mid-Sixties, Volume 6
- 1990 - The Wild One - the Greatest Hits
- 1996 - The Gold Collection
- 2010 - The History
- 2011 - What a Way to Die

### Single
- 1972 - „Rolling Stone/Brain Confusion”
- 1973 - „Can the Can/Ain't Ya Something Honey/Don't Mess Around” (USA)
- 1973 - „48 Crash/Little Bitch Blue”
- 1973 - „Daytona Demon/Roman Fingers”
- 1974 - „All Shook Up/Glycerine Queen”
- 1974 - „Devil Gate Drive/In The Morning”
- 1974 - „Too Big/I Wanna Be Free”
- 1974 - „The Wild One"/Shake My Sugar”
- 1975 - „Your Mamma Won't Like Me/Peter, Peter”
- 1975 - „I Bit Off More Than I Could Chew/Red Hot Rosie”
- 1975 - „Michael"/Savage Silk”
- 1975 - „I May Be Too Young/Don't Mess Around”
- 1977 - „Tear Me Apart/Close Enough For Rock ’n’ Roll”
- 1977 - „Make Me Smile /Same As I Do”
- 1977 - „Roxy Roller/I'll Grow on You”
- 1978 - „If You Can't Give Me Love/Cream Dream /"Non-Citizen” (USA)
- 1978 - „ Stumblin' In/A Stranger with You”
- 1979 - „The Race Is On/Non-Citizen”
- 1979 - „Don't Change My Luck/Wiser Than You”
- 1979 - „She's in Love With You/Space Cadets /"Starlight Lady” (USA)
- 1980 - „Mama's Boy/Mind Demons”
- 1980 - „I've Never Been in Love/Starlight Lady/"Space Cadets” (USA)
- 1980 - „Rock Hard/State of Mind”
- 1981 - „Glad All Over/Ego In The Night”
- 1981 - „Lipstick/Woman Cry”
- 1982 - „Heart of Stone/Remote Control”
- 1983 - „Down At The Superstore/Half Day Closing (Down At The Superstore)”
- 1983 - „Main Attraction/Transparent”
- 1984 - „I Go Wild/I'm A Rocker”
- 1985 - „Tonight I Could Fall in Love/Good Girl (Looking For A Bad Time)”
- 1986 - „Heroes /A Long Way To Go/The County Line”
- 1986 - „I Got Lost in His Arms/You Can't Get a Man with a Gun”
- 1986 - „Wild Thing/I Don't Want You”
- 1987 - „Can the Can/Devil Gate Drive”
- 1987 - „Let It Be/Let It Be (Gospel Jam Mix)”
- 1988 - „We Found Love/We Found Love” (Instrumental)
- 1989 - „Baby You're A Star/Baby You're A Star” (Instrumental)
- 1991 - „Kiss Me Goodbye/Kiss Me Goodbye” (Instrumental)
- 1991 - „The Great Midnight Rock ’n’ Roll House Party/Intimate Strangers”
- 1992 - „Love Touch/We Found Love”
- 1992 - „Hey Charly”
- 1992 - „I Need Your Love/The Growing Years”
- 1993 - „Fear of the Unknown (Radio Version)/And so to Bed”
- 1994 - „If I Get Lucky (Radio Version)/If I Get Lucky (Long version)”
- 1994 - „Peace on Earth (Radio Edit/Peace on Earth (Album Version)”
- 1995 - What Goes Round (Radio Edit)/What Goes Round (Album Version)”
- 2006 - „I'll Walk Through the Fire with You”
- 2009 - „Singing with Angels” (Australian September tour limited edition)
- 2011 - „Whatever Love Is”

## Filmografia

### Seriale telewizyjne
- Happy Days (siedem odcinków, 1977–1979)
- Minder  (jeden odcinek, 1982)
- Dempsey i Makepeace na tropie (jeden odcinek, 1985)
- Absolutnie fantastyczne (jeden odcinek, 1994)
- Bob Budowniczy (głos Rio, 2006)
- Morderstwa w Midsomer (jeden odcinek, 2007)